# Kannemeyeriiformes
I Kannemeyeriiformes erano un gruppo di grandi, tozzi e lenti dicinodonti che vissero prosperosi nel Triassico. Tra i generi più noti vi sono Kannemeyeria, Sinokannemeyeria, Dinodontosaurus, Stahleckeria, Dolichuranus, Wadiasaurus, Tetragonias, Moghreberia e Placerias.